# Małgorzata Derc
Małgorzata Damroka Derc, z domu Jabłońska (ur. 17 marca 1958 w Nowym Dworze Gdańskim, zm. 8 czerwca 2015 w Toruniu) – polska filozof i pedagog.

## Życiorys
Córka Tadeusza i Wandy. Ukończyła studia z zakresu pedagogiki i filozofii na Uniwersytecie Warszawskim. W 1994 uzyskała stopień naukowy doktora nauk humanistycznych w zakresie filozofii na Uniwersytecie Jagiellońskim na podstawie pracy Doświadczenie i twórczość – A. H. Maslova (promotor – Beata Szymańska-Aleksandrowicz). W latach 1996–2010 pracowała na stanowisku adiunktki w Instytucie Filozofii Uniwersytetu Mikołaja Kopernika w Toruniu, a następnie od 2010 w Wyższej Szkole Bankowej w Toruniu. W latach 2003–2006 wykładowczyni psychologii w Collegium European w Gnieźnie (filia UAM Poznań).

## Publikacje
Książki
- „Anais Nin – studium życia i twórczości”, Wydawnictwo Adam Marszłek, Toruń 2010[3]
- „Koncepcja jaźni z punktu widzenia antropologii filozoficznej i psychologii”, Wydawnictwo Adam Marszałek, Toruń 2007[4]
- „Doświadczenie i twórczość w koncepcji Abrahama H. Maslowa”, UMK, Toruń grudzień 1996[5]

Artykuły
- „Anais Nin wobec polityki i demokracji” w „Pokój i demokracja”, Warszawa 2010[6]
- „Poliarchia – zarys problematyki badawczej” w „Demokracja w XXI wieku”, Warszawa 2009[7]
- „O życiu i twórczości Jana Wacława Machajskiego” w „Wartości lewicowe w polskiej kulturze XX wieku”, praca zbiorowa pod redakcją Marii Szyszkowskiej, Warszawa 2008[8]
- „Mężczyzna w życiu i twórczości Anais Nin” w „Seksualność człowieka i obyczaje a polityka”, praca zbiorowa pod redakcją Marii Szyszkowskiej, Warszawa 2008[9]
- „O mądrości ciała”, Kultura i Edukacja, NR 3–4, Toruń 2001[10]
- „Transcendencja i różne warianty jej ujęcia w koncepcji Abrahama Maslowa”, Rozprawy z Historii Filozofii Nowożytnej i Współczesnej, Toruń 1997[11]
- „Psychosomatyczna koncepcja Aleksandra Lowena”, Toruński Przegląd Filozoficzny 1997, t I[12]
- „O przedmiocie psychologii humanistycznej”, AUNC Toruń, Filozofia XVI – 1995[13]
- „Nieznany poemat filozoficzny Józefa Władysława Bychowca”, AUNC Toruń, Zeszyt 250 – 1993[13]